# Survivor Series (2013)
Survivor Series (2013) — двадцать седьмое в истории PPV-шоу Survivor Series, производства американского рестлинг-промоушна WWE. Шоу прошло 24 ноября 2013 года на арене «ТД-гарден» в Бостоне, Массачусетс, США.

## Шоу
| Роль             | Имя                          |
| ---------------- | ---------------------------- |
| Комментаторы     | Джон Лэйфилд                 |
| Комментаторы     | Майкл Коул                   |
| Комментаторы     | Джерри Лоулер                |
| Комментаторы     | Карлос Кабрера (испанский)   |
| Комментаторы     | Марсело Родригес (испанский) |
| Комментаторы     | Рикардо Родригес (испанский) |
| Интервьюеры      | Рене Янг                     |
| Ринг-анонсеры    | Джастин Робертс              |
| Ринг-анонсеры    | Лилиан Гарсия                |
| Рефери           | Райан Трэн                   |
| Рефери           | Джон Коун                    |
| Рефери           | Майк Киода                   |
| Рефери           | Чад Паттон                   |
| Рефери           | Чарльз Робинсон              |
| Рефери           | Джастин Кинг                 |
| Рефери           | Род Сапата                   |
| Рефери           | Дэн Энглер                   |
| Панель дискуссий | Брет Харт                    |
| Панель дискуссий | Мик Фоли                     |
| Панель дискуссий | Букер Ти                     |
| Панель дискуссий | Джош Мэттьюс                 |

### Пре-шоу
На пре-шоу Миз победил Кофи Кингстона, после сворачивания.

### Основное шоу

#### Предварительные матчи
Шоу открыли Стефани Макмэн и Игрок. Они поприветствовали зрителей и немного рассказали о текущем шоу.

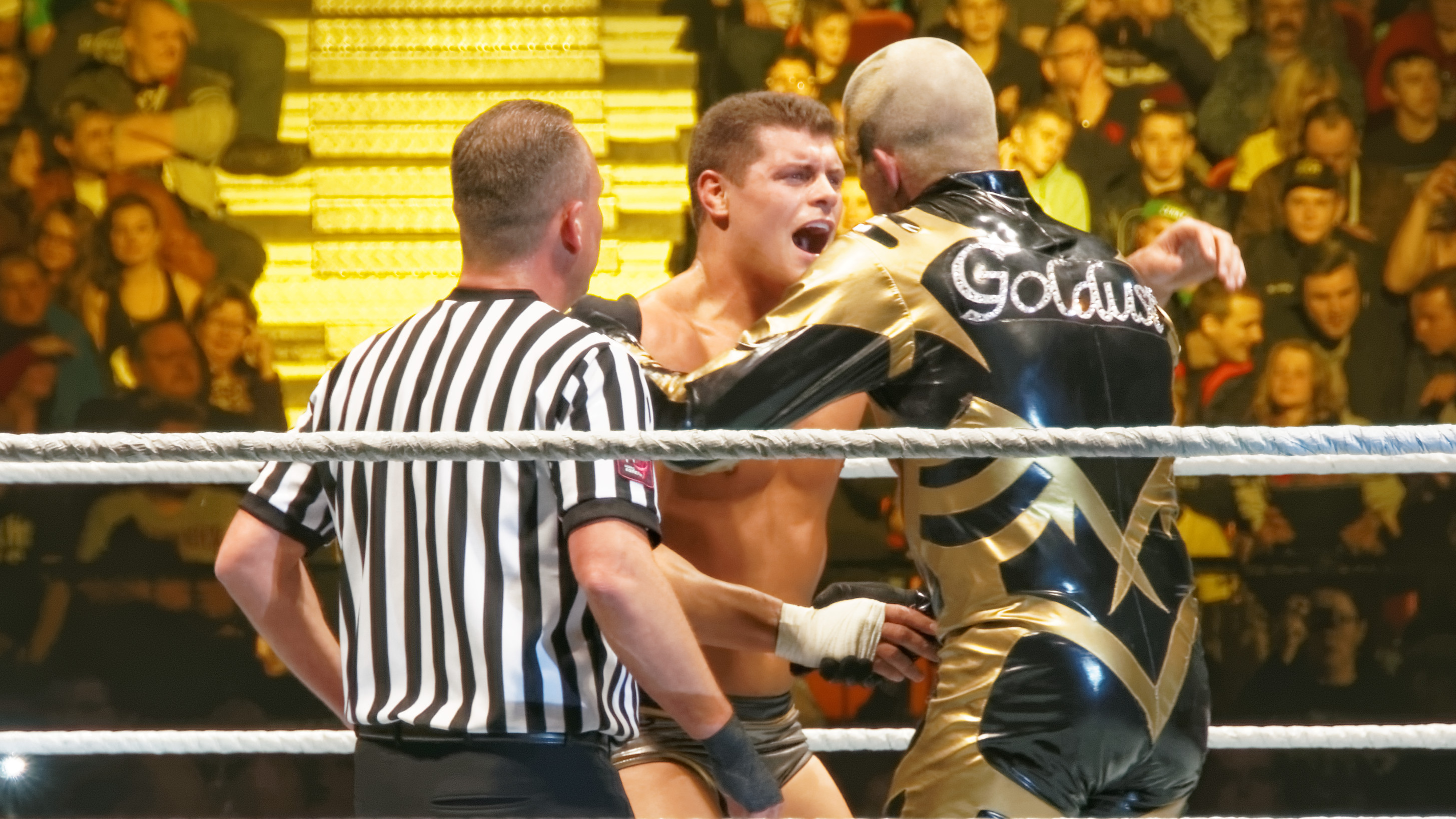
Братья Роудсы, которые вместе с Братьями Усо и Реем Мистерио бились против Щита и Настоящих Американцев в командном матче 5х5 на выбывание

После этого состоялся первый матч на шоу — командный матч 5х5 на выбывание: Щит и Настоящие Американцы против Братьев Роудс, Братьев Усо и Рея Мистерио. Первым из матча выбыл Дин Эмброус после того, как Коди Роудс неожиданно свернул его в удержание. Вторым выбыл Джек Сваггер, третьим — Антонио Сезар, четвёртым — Джей Усо, пятым — Коди Роудс, шестым — Джимми Усо, седьмым — Сет Роллинс, а восьмым — Голдаст. Последними на ринге остались Роман Рейнс и Рей Мистерио. Роман провёл Рэю Гарпун и удержал его. Таким образом Рейнс уничтожил 4 соперника из команды противника.
Далее состоялся матч-реванш между интерконтинентальным чемпионом Биг И Лэнгстоном и бывшим чемпионом Кёртисом Акселем. Для победы Биг И провёл Акселю Биг Эндинг и успешно удержал его.
Третьим был командный матч див 7х7 на выбывание. Первой выбыла Алиша Фокс, второй — Кэмерон, третьей — Роза Мендес, четвёртой — Саммер Рей, пятой — Ева Мари, шестой — Наоми, седьмой — Кейтлин, восьмой — Бри Белла, девятой — Аксана, а десятой — Джо Джо. После этого на ринге остались с одной стороны Наталья и Никки Белла, а с другой — Тамина и чемпионка Див Эй Джей. Наталья смогла заставить сдаться как и Тамину, так и Эй Джей.
Далее на ринг вышел Райбек и кинул вызов любому рестлеру. Его вызов принял вернувшийся Марк Хенри, который отсутствовал от августа. Хенри смог победить Райбека, а для победы он провёл «Сильнейший в мире Слэм».

#### Главные матчи

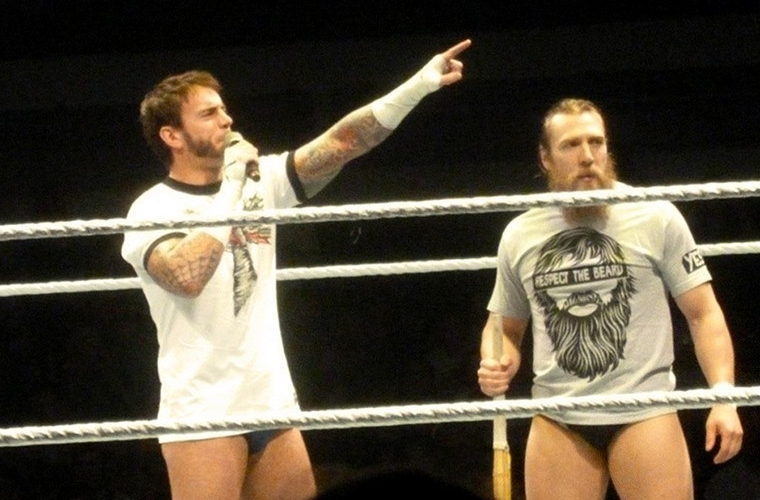
СМ Панк и Дэниел Брайан, которые сталкивались с Семьей Уайетт

Первым главным матчем вечера стал матч-реванш за Чемпионство мира в тяжёлом весе между чемпионом Джоной Синой и бывшим чемпионом Альберто Дель Рио. Большую часть матча доминировал Дель Рио. Он несколько раз замыкал Сину в Кросс Армбрэйкер, но тот находил силы вырываться. Джон пытался как-то контратаковать, но у него ничего не получалось. Ближе к концу матча Дель Рио потерял инициативу и силы стали равны. Альберто попытался снова замкнуть Джона в Кросс Армбрэйкер, но чемпион среверсировал и провёл Дель Рио «Коррекцию поведения», чего и хватило ему для победы.
Другим главным матчем шоу стал командный матч между Семьей Уайетт (Эрик Роуэн и Люк Харпер) и СМ Панком с Дэниелом Брайаном. Инициатива переходила от одной команды к другой. Люк Харпер провёл Панку Пауэрбомбу с верхнего турнбакла на ринг. В конце матча Эрик Роуэн попытался ударить Панка, но тот увернулся и Брайан вырубил Эрика ударом коленом с разбега. После этого Харпер попытался провести Панку «Дискус Клоузлайн», но тот снова увернулся и провёл Люку «GTS», чего хватило для победы. После матча победители пригласили на ринг лидера Семьи Уайетт — Брэя Уайетта, но тот отказался.
Мэйн-ивентом шоу стал матч за чемпионство WWE между чемпионом Рэнди Ортоном и претендентом Биг Шоу. Как и в предыдущем матче, инициатива переходила к одному к другому. В конце матча вышли Игрок, Стефани Макмэн и Кейн. Гигант отвлёкся на это и Ортон провёл ему «RKO», после чего удержал его. После матча на ринг вышел Джон Сина и условно кинул вызов Ортону на бой за их титулы. Рэнди ничего не сказал, а только поднял свой титул над головой.
На этом Survivor Series (2013) закончилось.

## Результаты
| №                                | Матч | Тип Матча                                                  | Время |
| -------------------------------- | --- | ---------------------------------------------------------- | ----- |
| Kickoff                          | Миз победил Кофи Кингстона | Одиночный матч                                             | 08:35 |
| 1                                | Щит (Дин Эмброус, Роман Рейнс и Сет Роллинс) и Настоящие Американцы (Джек Сваггер и Антонио Сезаро) (с Зебом Колтером) победили Братство (Коди Роудс и Голдаст), Братьев Усо (Джимми и Джей) и Рея Мистерио    | Традиционный командный матч 5х5 на выбывание               | 23:23 |
| 2                                | Биг И Лэнгстон (с) победил Кёртиса Акселя | Одиночный матч за титул интерконтинентального чемпиона WWE | 05:57 |
| 3                                | Total Divas (Наталья (капитан), Наоми, Кэмерон, Никки Белла, Бри Белла, Ева Мари и Джо-Джо) победили Настоящих див (Эй Джей Ли (капитан), Тамину Снуку, Кейтлин, Розу Мендес, Алишу Фокс, Аксану и Саммер Рэй) | Традиционный командный матч див 7х7 на выбывание           | 11:33 |
| 4                                | Марк Генри победил Райбэка | Одиночный матч                                             | 04:53 |
| 5                                | Джон Сина (с) победил Альберто Дель Рио | Одиночный матч за титул чемпиона мира в тяжёлом весе       | 18:48 |
| 6                                | СМ Панк и Дэниел Брайан победили Семью Уайаттов (Эрик Роуэн и Люк Харпер) (с Брэем Уайаттом) | Командный матч                                             | 16:51 |
| 7                                | Рэнди Ортон (с) победил Биг Шоу | Одиночный матч за титул чемпиона WWE                       | 11:10 |
| (c) – чемпион на момент поединка | |                                                            |       |

### Традиционные матчи на выбывание

#### Команда фейсов против Команды хиллов
| № вылета      | Рестлер                      | Команда                      | Кем уничтожен                | Прием                                                                               | Время                        |
| ------------- | ---------------------------- | ---------------------------- | ---------------------------- | ----------------------------------------------------------------------------------- | ---------------------------- |
| 1             | Дин Эмброус                  | Команда хиллов               | Коди Роудсом                 | Удержан после сворачивания                                                          | 02:13                        |
| 2             | Джек Сваггер                 | Команда хиллов               | Джеем Усо                    | Удержан после «619» от Мистерио, «Суперкик» от Джимми и «Дайвинг Сплэш» от Мистерио | 08:12                        |
| 3             | Антонио Сезаро               | Команда хиллов               | Коди Роудсом                 | Удержан после сворачивания                                                          | 09:58                        |
| 4             | Джей Усо                     | Команда фейсов               | Романом Рейнсом              | Удержан после «Гарпуна»                                                             | 14:33                        |
| 5             | Коди Роудс                   | Команда фейсов               | Романом Рейнсом              | Удержан после «Гарпуна»                                                             | 15:43                        |
| 6             | Джимми Усо                   | Команда фейсов               | Сетом Роллинсом              | Удержан после «Черного выхода»                                                      | 16:47                        |
| 7             | Сет Роллинс                  | Команда хиллов               | Реем Мистерио                | Удержан после сворачивания                                                          | 29:43                        |
| 8             | Голдаст                      | Команда фейсов               | Романом Рейнсом              | Удержан после «Гарпуна»                                                             | 22:58                        |
| 9             | Рей Мистерио                 | Команда фейсов               | Романом Рейнсом              | Удержан после «Гарпуна»                                                             | 23:23                        |
| Выживший(-е): | Роман Рейнс (команда хиллов) | Роман Рейнс (команда хиллов) | Роман Рейнс (команда хиллов) | Роман Рейнс (команда хиллов)                                                        | Роман Рейнс (команда хиллов) |

#### Команда Total Divas против команды Настоящих див
| № вылета       | Рестлерша                                     | Команда                                       | Кем уничтожена                                | Прием                                           | Время                                         |
| -------------- | --------------------------------------------- | --------------------------------------------- | --------------------------------------------- | ----------------------------------------------- | --------------------------------------------- |
| 1              | Алиша Фокс                                    | Команда Настоящих див                         | Наоми                                         | Удержана после «Лунного сальто»                 | 01:23                                         |
| 2              | Кэмерон                                       | Команда Total Divas                           | Розой Мендес                                  | Удержана после удара головой об нижний турнбакл | 02:52                                         |
| 3              | Роза Мендес                                   | Команда Настоящих див                         | Никки Беллой                                  | Удержана после «Фэйсбастера»                    | 02:43                                         |
| 4              | Саммер Рей                                    | Команда Настоящих див                         | Никки Беллой                                  | Удержана после «Дропкика»                       | 03:25                                         |
| 5              | Ева Мари                                      | Команда Total Divas                           | Кейтлин                                       | Удеражна после «Гатбастера»                     | 04:00                                         |
| 6              | Наоми                                         | Команда Total Divas                           | Кейтлин                                       | Удрежана после «Гатбастера»                     | 04:32                                         |
| 7              | Кейтлин                                       | Команда Настоящих див                         | Бри Беллой                                    | Удержана после «Фэйсбастера»                    | 05:10                                         |
| 8              | Бри Белла                                     | Команда Total Divas                           | Аксаной                                       | Удержана после «Спайнбастера»                   | 05:42                                         |
| 9              | Аксана                                        | Команда Настоящих див                         | Никки Беллой                                  | Удержана после «Бэкбрэйкера»                    | 06:04                                         |
| 10             | ДжоДжо                                        | Команда Total Divas                           | Эй Джей                                       | Удержана после «Самоанского дропа» от Тамины    | 09:30                                         |
| 11             | Тамина                                        | Команда Настоящих див                         | Натальей                                      | Сдалась после «Шарпшутера»                      | 10:55                                         |
| 12             | Эй Джей                                       | Команда Настоящих див                         | Натальей                                      | Сдалась после «Шарпшутер»                       | 11:33                                         |
| Выжившая(-ие): | Наталья и Никки Белла (Команда Тотальных Див) | Наталья и Никки Белла (Команда Тотальных Див) | Наталья и Никки Белла (Команда Тотальных Див) | Наталья и Никки Белла (Команда Тотальных Див)   | Наталья и Никки Белла (Команда Тотальных Див) |